# Richard Gebel
Richard Gebel (* 14. Januar 1922 in Cieszyn, Polen, bis 1920 Tscheschen im Kreis Groß Wartenberg, Schlesien; † unbekannt) war ein deutscher Politiker und Funktionär der DDR-Blockpartei National-Demokratische Partei Deutschlands (NDPD). 
Gebel war der Sohn eines Maurers. Nach der Schule wurde er Schuhmacher und später Vorsitzender der PGH „Orthopädie und Schuhmacher“ in Hettstedt. Er trat der nach dem Zweiten Weltkrieg in der Sowjetischen Besatzungszone neugegründeten NDPD bei. Bei den Wahlen zur Volkskammer war Gebel Kandidat der Nationalen Front der DDR. Von 1954 bis 1967 war er Mitglied der NDPD-Fraktion in der Volkskammer der DDR.